# Oxymoron
Oxymoron – niemiecki zespół punkrockowy pochodzący z Erlangen.
Zespół został utworzony w 1989 roku przez Suckera i jego kuzyna Björna. Niebawem dołączyli do nich gitarzysta Martin oraz Filzlaus grający na basie. Nazwa Oxymoron została przyjęta w 1992 roku, w chwili gdy zespół zaczął wychodzić poza garażowe granie. Ich muzyka to szybki i melodyjny Oi!.

## Skład
- Björn – perkusja
- Martin- gitara
- Morpheus
- Sucker

## Dyskografia

### Albumy
- 1996: Fuck the Nineties Here's Our Noize (Walzwerk Records; USA: GMM)
- 1997: Pack is Back (Knockout Records)
- 1997: Fuck the 90s… Here's Our Noize LP re-release (K.O. Records (grünes Cover))
- 1999: Westworld (K.O. Records, Cyclone Records)
- 2000: Best Before 2000 (Cyclone Records)
- 2001: Feed The Breed (K.O. Records)

### Singleisplity
- 1993: Beware Poisonous (Oxyfactory Records)
- 1994: Beware Poisonous (England Pressung – Helen of Oi! Records)
- 1995: Mohican Melodies Split mit Braindance (K.O. Records)
- 1996: Crisis Identity (Rough Beat Records, Vertrieb K.O.)
- 1996: Streetpunk Worldwide Split mit Braindance, The Discocks, Bottom of the Barrel (Helen of Oi! Records)
- 1998: Crisis Identity re-release (K.O. Records)
- 1998: Beware Poisonous re-release (K.O. Records)
- 1998: A Tribute to Cock Sparrer Sampler (DSS Records/Longshot Music)
- 1998: Irish Stout vs. German Lager Split mit Dropkick Murphys (K.O. Records, USA: Flat Records)
- 2001: Savage Output (K.O. Records exclusiv für die US-"Hit the Road" Tour)
- 2001: Taisho vs. Oxymoron (K.O. Records, Japan: DiscUnion)